# Kenneth Andersson (handbollstränare)
Hans Kenneth Andersson, född 15 januari 1977, är en svensk handbollstränare.

## Tränarkarriär
Kenneth Andersson inledde sin tränarkarriär i Skurups Handboll. Han tränade sedan IK Lågan under ett år, fortsatt med tre år i Kävlinge HK. 2005 började han träna herrlag och återvände till Skurups Handboll. Efter två år där inledde han sin karriär som elittränare. Från 2007 till 2012 var Andersson huvudtränare för IFK Kristianstad, och förde upp dem till elitserien 2009. Samma år fick han Skånska Dagbladets utmärkelse Guldpantern som årets skånska idrottstränare. 2012 fick han lämna IFK Kristianstad som togs över av Ola Lindgren. Efter ett år i IF Hallby återvände Kenneth Andersson till Skåne.2013 blev han tränare för IFK Ystad, som han också var med om att föra upp till högsta ligan, 2016. 2016 fick Kenneth Andersson ta emot Ture Carmens idrottspris. Efter att ha åkt ur ligan 2017 ledde Kenneth Andersson IFK Ystad direkt tillbaka till handbollsligan 2018. Säsongen 2018-2019 hamnade IFK Ystad i mellanposition, inget slutspel men inget kval. Strax därefter fick han sparken från IFK Ystad, som istället satsade på Sebastian Seifert som tränare. 2019 blev han sportchef i Lugi HF och då klubben i november entledigade Dragan Brljevic blev han damtränare för Lugi HF:s damlag i elitserien. Han är sedan 2023 assisterande tränare i Ystads IF.

## Klubbar
- Skurups HB (–2001, damer)
- IK Lågan (2001–2002, damer)
- Kävlinge HK (2002–2005, damer)
- Skurups HB (2005–2007, herrar)
- IFK Kristianstad (2007–2012, herrar)
- IF Hallby (2012–2013, herrar)
- IFK Ystad (2013–2019, herrar)
- Lugi HF (damer, 2019–2023)
- Ystads IF (assisterande; herrar, 2023–)

### Fotnoter
1. ↑  Anders Nygren (4 mars 2009). ”Kenneth tog Kristianstad tillbaka till eliten”. Skånska Dagbladet. https://www.skd.se/2009/03/04/kenneth-tog-kristianstad-tillbaka-till-eliten/. Läst 18 november 2019.[död länk]
2. ↑  Patrik Persson (4 oktober 2016). ”IFK har den största platsen i mitt hjärta”. Kristianstadbladet. http://www.kristianstadsbladet.se/sport/ifk-har-den-storsta-platsen-i-mitt-hjarta/. Läst 18 november 2019.
3. ↑  Jan Peter Andersson (5 februari 2016). ”På väg mot succé - efter kaos och skulder”. Kvällsposten. https://www.expressen.se/kvallsposten/sport/pa-vag-mot-succe--efter-kaos-och-skulder/. Läst 18 november 2019.
4. ↑  ”Kenneth Andersson får mottaga Thure carmens idrottspris som årets ledare”. Skurup Handboll. http://www.skurupshandboll.nu/Nyheter/Egnanyheter/kennethanderssonfarmottagathurecarmensidrottsprissomaretsledare. Läst 18 november 2019.[död länk]
5. ↑  Jan Ohlsson. ”Bomben: Kenneth Andersson slutar i IFK Ystad – Seifert ersätter”. Ystad Allehanda. http://www.ystadsallehanda.se/sport/bomben-kenneth-andersson-slutar-i-ifk-ystad-seifert-ersatter/. Läst 1 april 2019.
6. ↑  ”HK:s avslöjande bekräftat Kenneth Andersson till Lugi”. Handbollskanalen. https://handbollskanalen.se/handbollsligan/hks-avslojande-bekraftat-kenneth-andersson-till-lugi/. Läst 18 november 2019.
7. ↑  ”Kenneth Andersson ny tränare i Lugi”. Ystad Allehanda. http://www.ystadsallehanda.se/sport/kenneth-andersson-ny-tranare-i-lugi/. Läst 18 november 2019.